# Thomas Hutton-Mills Senior
Thomas Hutton-Mills, né le 13 juin 1865 et mort le 4 mars 1931, est un avocat et un leader nationaliste de la Côte de l'Or. Il est souvent appelé Thomas Hutton-Mills Senior pour le distinguer de son fils, l'avocat et diplomate Thomas Hutton-Mills Junior (1894–1959).

## Biographie
Thomas Hutton Mills est né à James Town, quartier d'Accra. Il est le fils d'Emma Bannerman, la deuxième fille du gouverneur James Bannerman, et de John Edward Hutton Mills, un marchand de James Town. Il fait ses études à l'École Wesleyenne d'Accra et de Cape Coast, puis au Collège Wesleyen de Freetown, en Sierra Leone, à la Harrow School[réf. nécessaire] et à l'Université de Cambridge au Royaume-Uni.
Après avoir commencé à travailler comme commercial, il devient fonctionnaire du gouvernement au bureau du Queen's Advocate, jusqu'à ce qu'il soit renvoyé pour sa participation aux manifestations de septembre 1886. En 1886, il épouse Florence Nanka-Bruce, sœur de Frederick Nanka-Bruce ; après sa mort prématurée, il épouse son autre sœur, Emma Nanka-Bruce.
En 1891, après avoir travaillé comme fonctionnaire dans les bureaux de son oncle Edmund Bannerman, avocat et propriétaire d'un journal, Thomas Hutton-Mills se rend en Angleterre pour étudier le droit au Middle Temple. Il revient en 1894 afin d'exercer au Barreau d'Accra. En 1897, il joue un rôle important dans le débat sur le conseil municipal et les ordonnances sur le travail obligatoire. En 1898, il est le premier avocat africain à être élu au Conseil législatif, siégeant au conseil de 1898 à 1904, puis de 1909 à 1919. Il est membre du conseil municipal d'Accra de 1905 à 1911. Principal conseiller de Kojo Ababio, il a défendu les droits des personnes dans le quartier Alata d'Accra. Il est le premier président du Congrès national de l'Afrique occidentale britannique en 1920, suivi par Henry van Hien.